# Československo-polský spor o Těšínsko

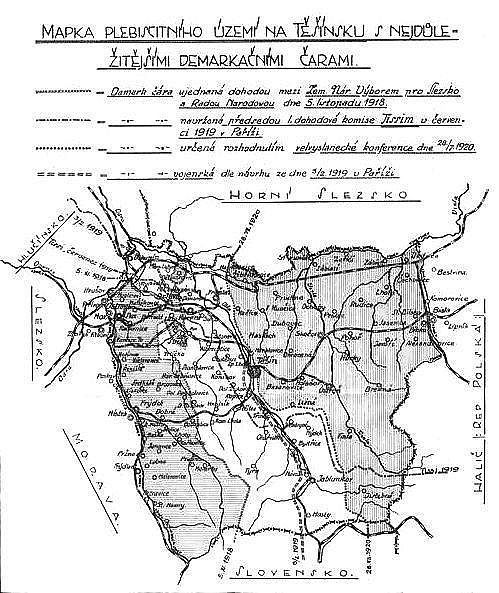
Dobová mapka plebiscitního území, s vyznačením nejdůležitějších demarkačních linií na Těšínsku před jeho rozdělením

Československo-polský spor o Těšínsko byl jeden z československo-polských pohraničních sporů a vedl se mezi těmito státy od roku 1918 do roku 1958. Vrcholil v letech 1918 až 1920 a v roce 1938. S konečnou platností byl ukončen až československo-polskou smlouvou z roku 1958.
Po zániku Rakouska-Uherska vznikl mezi nově vzniklým Československem a Polskem spor o území Těšínska. Po krátkém vojenském konfliktu a po Polskem odmítnutém plebiscitu rozhodla 28. července 1920 konference velvyslanců ve Spa o rozdělení sporného území mezi oba státy. V roce 1938 (3. října) Polsko východní část československé části Těšínska vojensky obsadilo a anektovalo. Polská anexe byla provázena tvrdou polonizací a odsunem českého obyvatelstva, trvala však krátce – po vojenské porážce Polska obsadilo anektované území Německo a zahájilo represe vůči Čechům i Polákům. Po druhé světové válce se hranice vrátily do stavu před polským obsazením. Spor byl ukončen uzavřením smlouvy o vzájemných hranicích v roce 1958.

## Historie do 1918

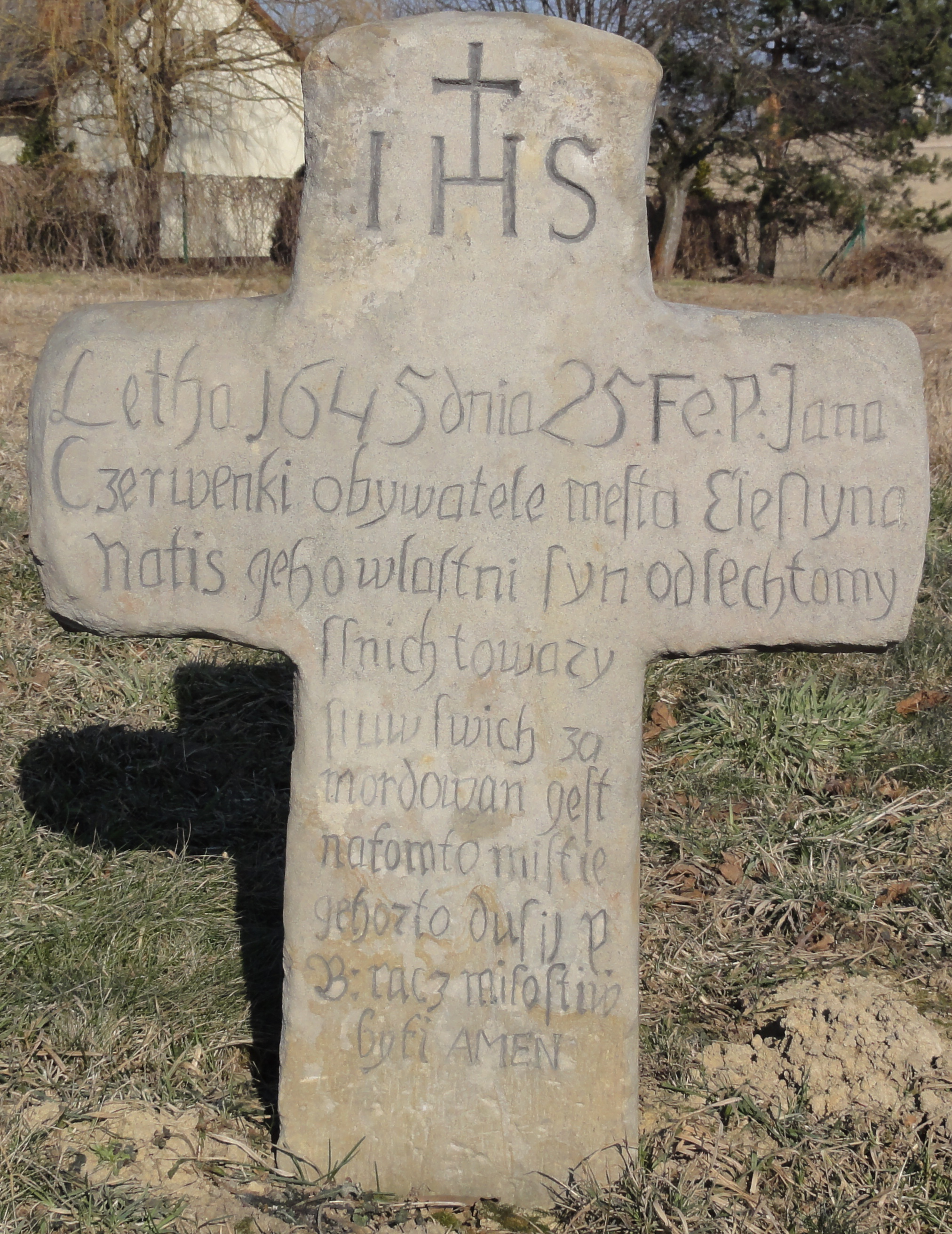
Smírčí kříž v Pruchné (dnes v Polsku) s nápisem v češtině

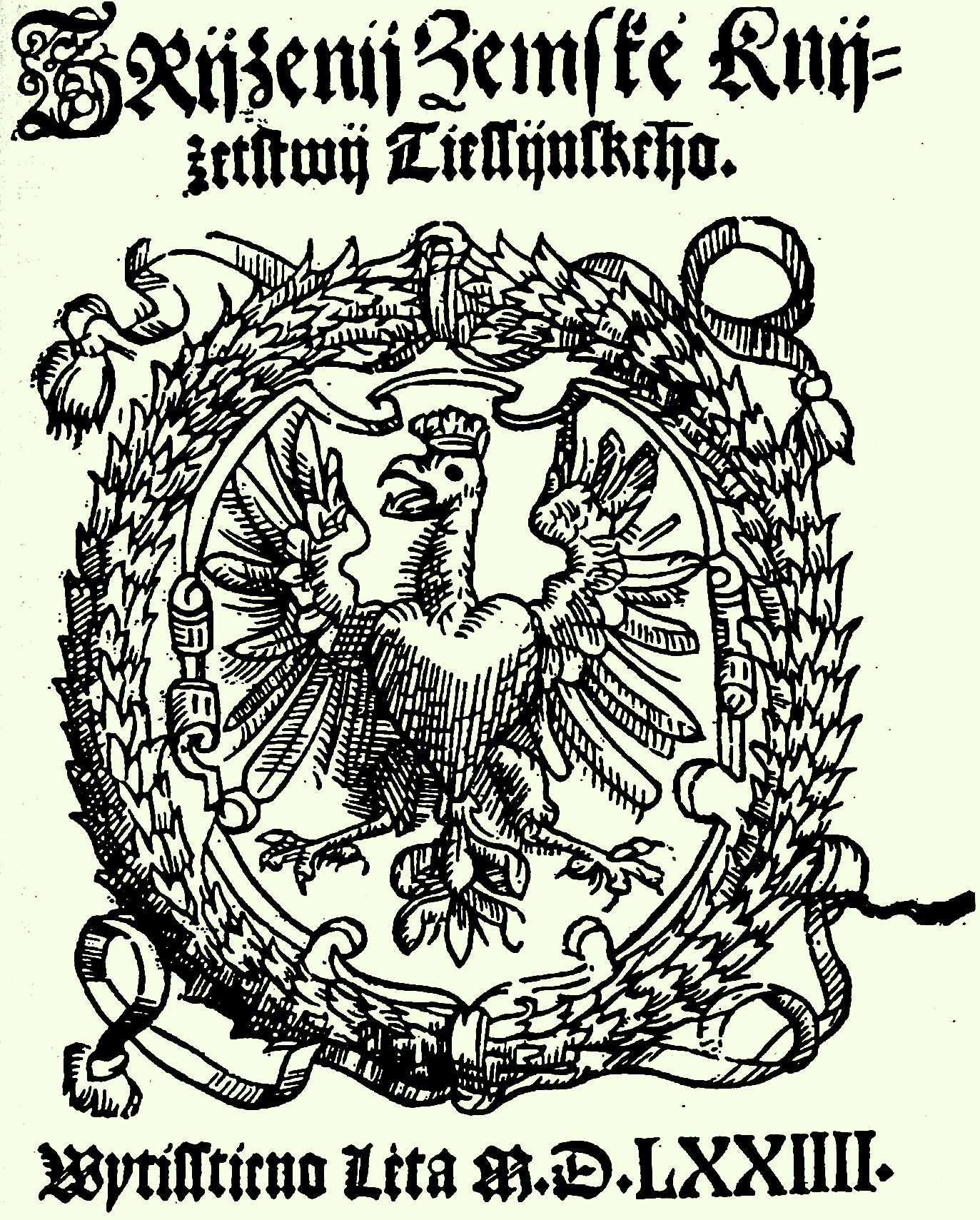
Zemské zřízení Těšínského knížectví, vydání z roku 1574

Přítomnost Slovanů na Těšínsku je doložena od 8. století. Těšínsko se dostalo do závislosti na Velkomoravské říši. Po jejím pádu jej ovládla česká knížata z rodu Přemyslovců. Po vpádu polského knížete Boleslava Chrabrého do českého knížectví na konci 10. století připadlo Těšínsko polskému státu. Břetislav I. je sice získal koncem 30. let 11. století nakrátko zpět, avšak roku 1054 nakonec připadlo znovu polským Piastovcům. V procesu drolení polského středověkého státu se koncem 13. století vyčlenilo Těšínské knížectví, v němž panovala boční linie Piastovců. 18. února 1327 přijal český král Jan Lucemburský od těšínského knížete Kazimíra I. území Těšínska a udělil mu je 24. února téhož roku jako léno zpět. 24. srpna 1335 byla v Trenčíně uzavřena smlouva mezi Janem Lucemburským a zástupci polského krále Kazimíra III. Velikého, která potvrdila lenní závislost Těšínska na českém králi. Polský král Trenčínskou smlouvu ratifikoval 9. března 1339. Jako součást zemí Koruny české se Těšínsko následně stalo i součástí Rakousko-Uherska. Po smrti poslední piastovské kněžny Alžběty Lukrécie v roce 1653 se stalo Těšínské knížectví jako odumřelé léno koruny České majetkem Habsburků, kteří byli od roku 1526 i českými králi.
V době husitské byl na Těšínsku silný vliv češtiny. V češtině byla roku 1573 vydána těšínským knížetem Václavem III. Adamem i kodifikace těšínského zemského práva v zemském zřízení. Tato kodifikace stanovila povinnost vést soudní pře v češtině (Ar XVIII) a (Ar XX) překládat do češtiny i dokumenty sepsané v ostatních zemských jazycích (tehdy latina a němčina). Václav III. Adam přestoupil na protestantismus, k luterství přestoupila i podstatná část obyvatelstva Těšínska. Kvůli znemožnění kulturních styků s protestantismem v Čechách a na Moravě po roce 1620 se v 18. století začíná v těšínském protestantském prostředí stále hojněji užívat polština.[zdroj?]

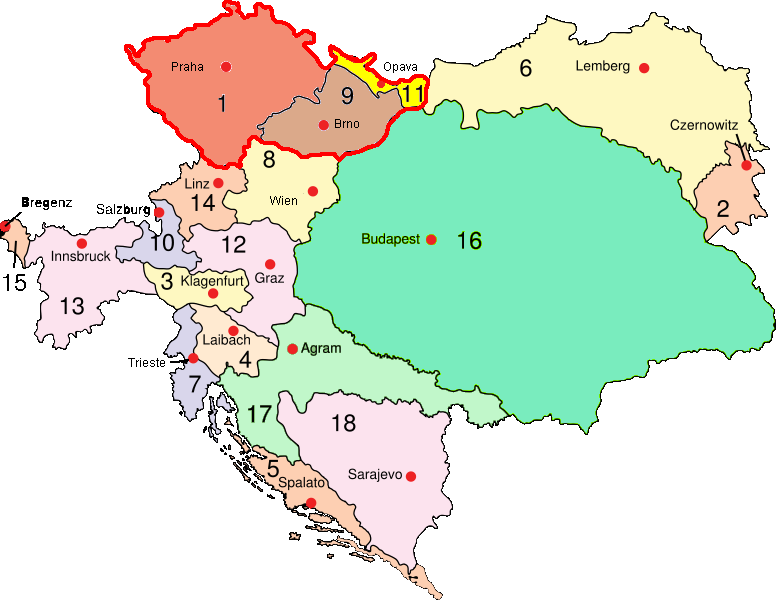
Rakousko-Uhersko v roce 1910: číslem 11 a žlutou barvou je označeno Rakouské Slezsko (samotné číslo 11 je umístěno přímo na území Těšínska), číslem 6 Halič, země Koruny české jsou vyznačeny červenou linkou

Od roku 1848 začalo národní uvědomování se autochtonního slovanského obyvatelstva Těšínska, které většinou hovořilo do dnešní doby používaným těšínským nářečím. Agitační činnost z polského centra v blízkém Krakově byla úspěšnější než vliv českých středisek národního hnutí. Část obyvatelstva se v odporu k polským národním snahám a pokusům spojit Těšínsko s Haličí dokonce přikláněla k německému kulturnímu okruhu (tzv. Šlonzáci). Vedle slovanského obyvatelstva (hlásícího se k Čechům, Polákům či bez jasného národního vědomí) na Těšínsku žilo ve druhé polovině 19. století i velké množství Němců a Židů.
Roku 1848 se polština stala vedle němčiny druhým úředním jazykem. Po roce 1867 získali Poláci v Rakousko-Uhersku privilegované postavení a počtem svých lidí na vysokých diplomatických a správních místech je předčili jedině Němci a Maďaři. Na přelomu 19. a 20. století osídlení Těšínska podstatným způsobem ovlivnila migrace spojená s industrializací. Migranti přicházeli především z polské Haliče (tato haličská skupina přistěhovalců nakonec představovala téměř 12 % celkového počtu obyvatel Těšínska), avšak část z nich se asimilovala do německého a později i do českého živlu. Česko-polské vztahy se postupně zhoršovaly – do 80. let 19. století a s jistými výhradami až do přelomu 19. a 20. století převládala vzájemná spolupráce (motivovaná společným postupem proti privilegovanému postavení Němců), kterou na počátku 20. století vystřídala vzájemná rivalita, přerůstající až v antagonismus.

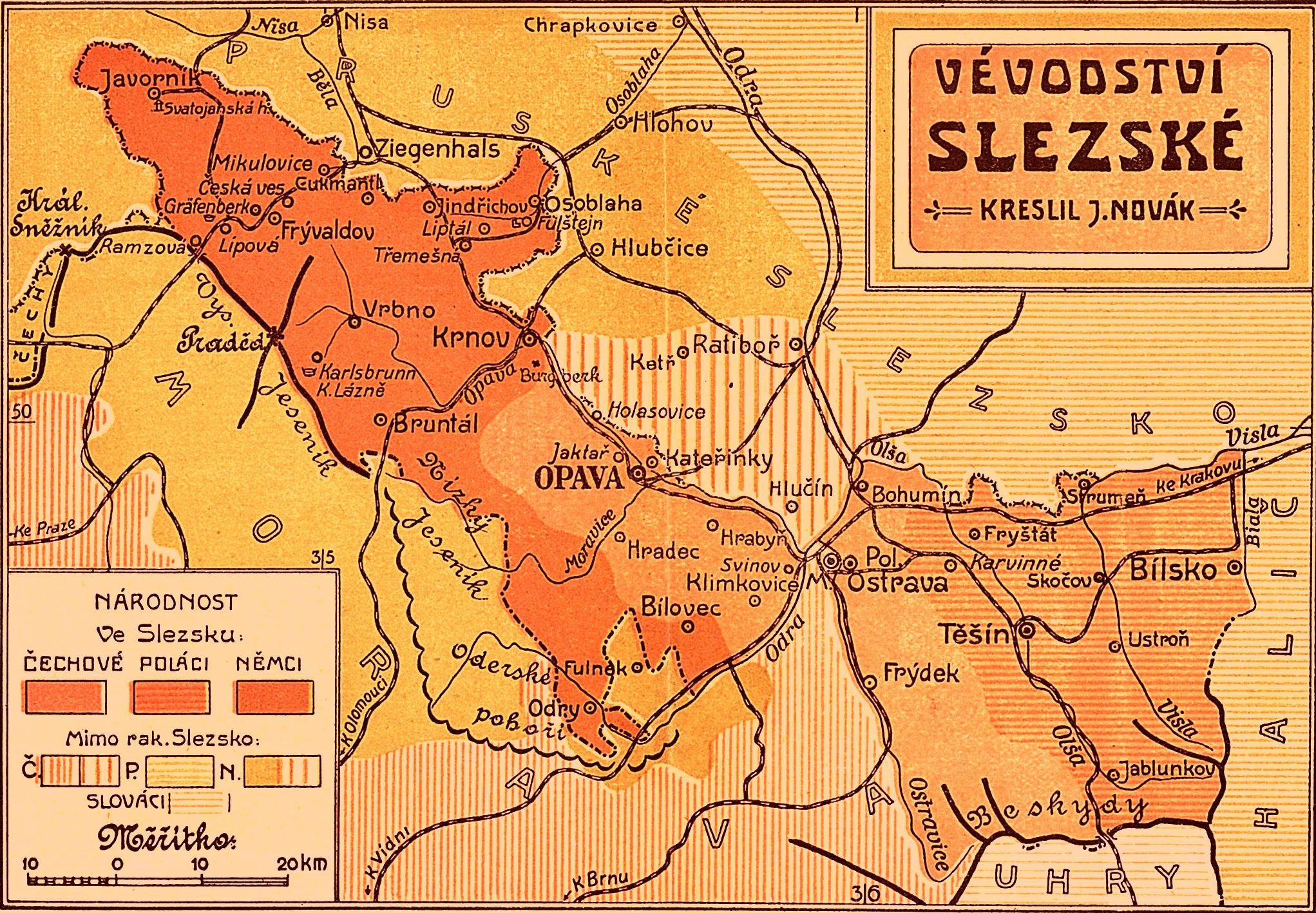
Jazyková skladba Rakouského Slezska a přilehlé části Pruského Slezska v roce 1912

Významná část obyvatelstva stále nebyla národnostně vyhraněná a hlásila se střídavě k různým národnostem. Hranice českého osídlení na Těšínsku se posouvala směrem do českého vnitrozemí. V roce 1908 se česká Matice osvěty lidové přestěhovala z Těšína do Ostravy, české noviny byly přeneseny z Těšína do Frýdku. Úpadek českého živlu v oblasti je sugestivně líčen ve Slezských písních.
V roce 1918 se území tzv. Těšínska rozkládalo na území o rozloze 2281,6 km², kde žilo v roce 1910 podle výsledků posledního rakouského sčítání lidu 434 521 osob, z nichž 53,8 % používalo jako svůj obcovací jazyk (tzv. Umgangssprache) polštinu, 26,6 % češtinu a 17,7 % němčinu. Uvést těšínské nářečí či jidiš jako obcovací jazyk nebylo možné. Počty německých mluvčích proto zahrnují i židovské obyvatelstvo, hovořící německy nebo jidiš. Počty polských mluvčích zahrnují i protipolsky orientované Šlonzáky. Výsledky tohoto sčítání lidu byly zpochybňovány z české i polské strany. 26. a 27. března 1911 dokonce napadli Poláci rozhořčení výsledky tohoto sčítání lidu v Orlové místní české obyvatelstvo.

## 1918–1920

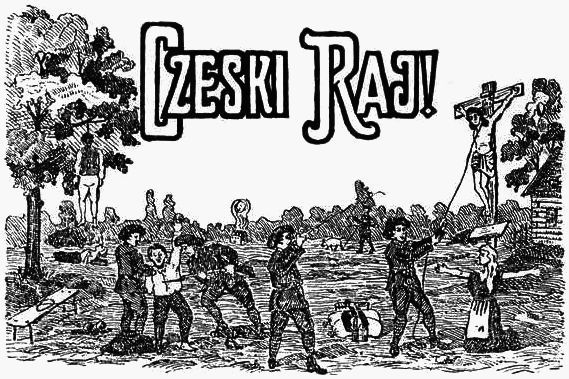
Protičeská polská agitace v době tzv. plebiscitního období

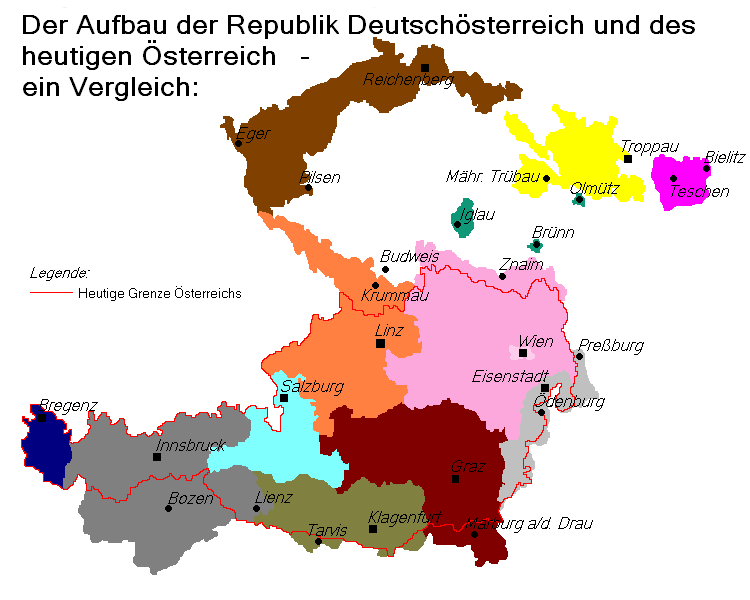
Nároky republiky Německé Rakousko (vyhlášené po první světové válce), zahrnující i celé území Těšínska

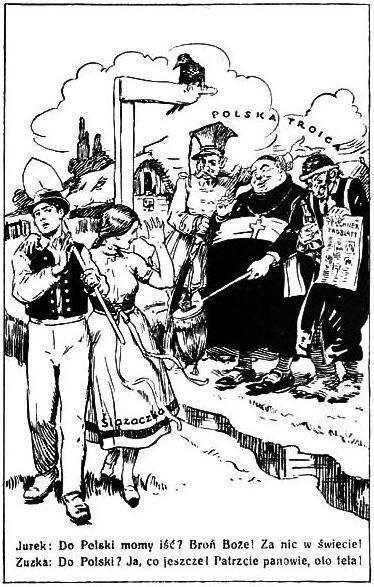
Protipolská česká agitace v době tzv. plebiscitního období, zaměřená na Šlonzáky

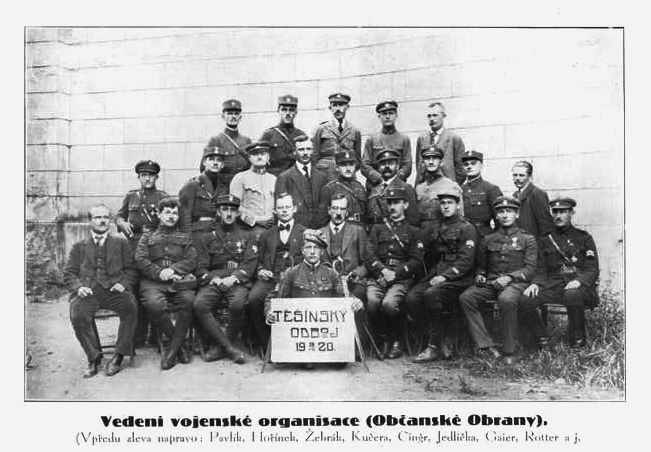
Vedení české vojenské organizace, tzv. Občanské obrany

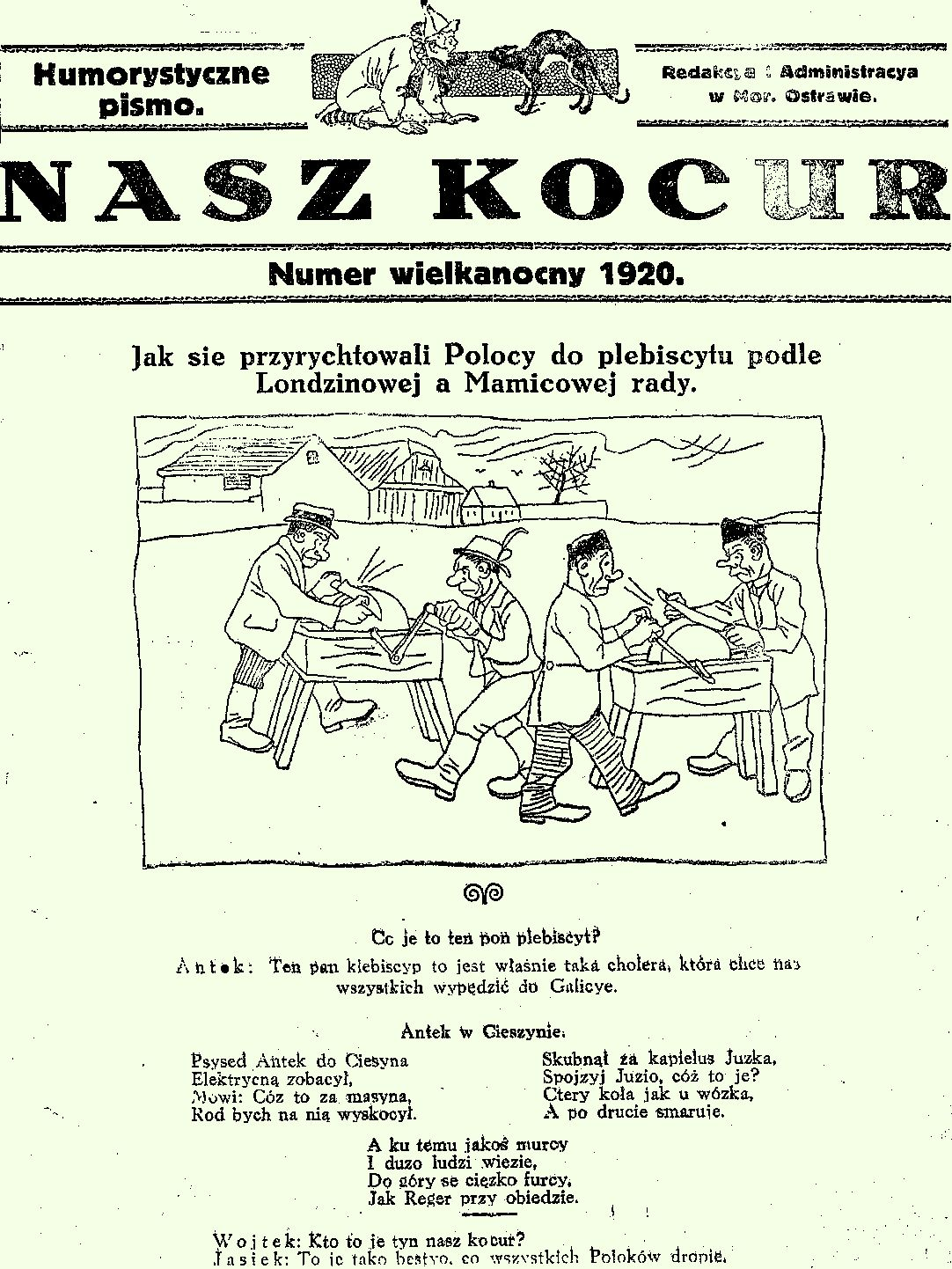
Protipolská šlonzácká agitace v humoristickém listu „Nasz Kocur“, vydávaném Josefem Koždoněm v Moravské Ostravě

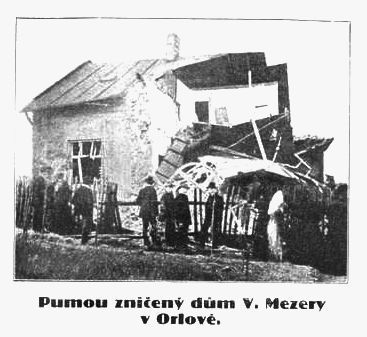
Dům ředitele spořitelny V. Mezery v Orlové, zničený při pokusu o atentát na Josefa Šnejdárka

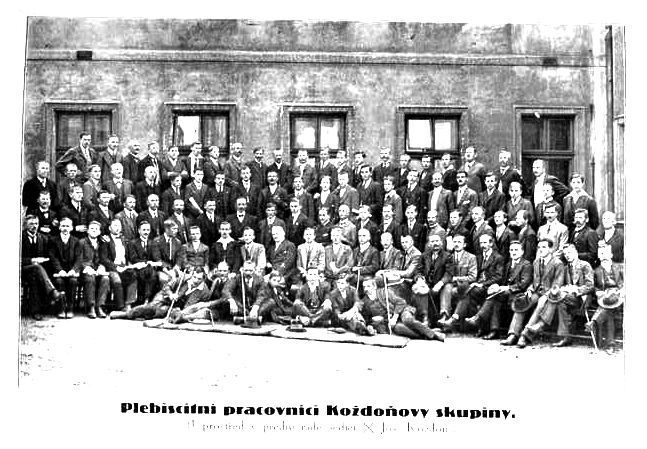
Skupinové foto plebiscitních pracovníků tzv. Koždoňovy skupiny (Šlonzáci), agitující pro Československo (Josef Koždoň sedí v přední dolní řadě, označen bílým křížkem)

V době rozpadu Rakouska-Uherska se na Těšínsku Poláci prosazovali aktivněji než Češi. Dne 7. října 1918 polští poslanci z Těšínska Józef Londzin a Tadeusz Reger prohlásili, že polské obce chtějí do Polska, o čtyři dny později se obdobně vyjádřil polský poslanec Jan Michejda. 12. října 1918 se na schůzi v Těšíně zástupci polských politických stran usnesli na příslušnosti Těšínska k Polsku. Byl ustaven Polský národní výbor pro Těšínsko (Rada Narodowa Księstwa Cieszyńskiego), který Těšínsko prohlásil za součást Polska, odzbrojil rakousko-uherské posádky a vojensky tak většinu Těšínska v noci z 31. října na 1. listopadu 1918 obsadil. Až 29. října 1918 byl ustaven český Národní výbor pro Slezsko, který 1. listopadu 1918 obdobně prohlásil, že přebírá vládu nad celým Slezskem, včetně celého Těšínska. Československo opíralo svůj nárok o historické právo (Těšínsko bylo od roku 1327 v lenní závislosti na českém králi), národnostní a strategické důvody (klíčová Košicko-bohumínská dráha a zásoby uhlí). Polsko opíralo svůj nárok zejména o důvody národnostní (v posledním sčítání lidu v roce 1910 uvedla většina etnických Slezanů (Šlonzáků), tedy obyvatel Těšínska, jako svůj obcovací jazyk polštinu) a žádalo právo na sebeurčení žijící na Těšínsku.
Na Těšínsko současně začali vznášet nárok Němci. Dne 21. října němečtí poslanci z českých zemí dopředu odmítli vznik samostatného Československa a oznámili úmysl české země rozdělit a takto vzniklou německou část připojit k německému Rakousku. Dne 25. října 1918 Němci vyhlásili tzv. Německé Rakousko. Součástí Německého Rakouska měly být i čtyři sudetoněmecké provincie Německé Čechy, Sudetsko, Šumavská župa a Německá jižní Morava, tři exklávy Brno, Jihlava a Olomouc a měla být neutralizována Ostravská pánev.
Česko-polské napětí se stupňovalo a snaha uklidnit situaci vedla k uzavření prozatímní dohody o rozdělení Těšínska mezi oba národní výbory. Dohoda neměla prejudikovat definitivní rozhraničení území, o němž měly rozhodnout vlády v Praze a Varšavě. Podle této dohody velká většina Těšínska zatímně připadla Polsku, které tak získalo i kontrolu nad Košicko-bohumínskou dráhou, jediným přímým železničním spojením českých zemí s východním Slovenskem. Podle některých názorů tato dohoda dělila území Těšínska podle národnosti obyvatel; tento závěr je však zpochybňován a neodpovídá ani vlastnímu textu dohody. Pod polskou kontrolou se nacházelo celkem 77 % území, na němž žilo 73 % polských mluvčích, 22 % německých mluvčích a 5 % českých mluvčích. Pod československou kontrolou se nacházelo celkem 22,7 % území, na němž žilo 70 % českých mluvčích, 20 % německých mluvčích a 10 % polských mluvčích.
Československá vláda a česká veřejnost toto rozdělení vnímaly jako dlouhodobě nepřijatelné. Polská strana byla s tímto rozdělením spokojena. Na konec ledna 1919 Polsko naplánovalo konání voleb do polského sejmu. V rozporu s uzavřenou dohodou se tyto volby měly konat i v Polskem kontrolované části Těšínska, kde též Polsko zahájilo odvody místního obyvatelstva do polské armády. V souvislosti s konáním těchto voleb Polsko v jím kontrolované části Těšínska rozmístilo vojenské jednotky. Československý protest proti konání voleb a vojenským odvodům místního obyvatelstva jako nepřijatelném projevu státní svrchovanosti ve sporném území byl Polskem odmítnut a Československo se rozhodlo pro vojenské řešení sporu. Vypukla sedmidenní válka a početně silnější československá vojska (hlavní polské síly v té době bojovaly na východě s Ukrajinci o kontrolu nad etnicky nepolskou východní Haličí) zabrala většinu sporného území. Československý útok se zastavil na nátlak Dohody.
Dne 3. února 1919 československý i polský zástupce podepsali pod tlakem Dohody (která pohlížela na československou akci vesměs negativně) nařízení o nové demarkační čáře a celé území bylo postaveno pod mezinárodní kontrolu. Demarkační čára nově stanovená dohodovou komisí byla pro Československo příznivější, než demarkační čára dosažená v prozatímní dohodě obou národních výborů. Na druhou stranu se v dohodě výslovně hovořilo o rozdělení Těšínska, což bylo pro Československo původně nepřijatelné.
Na jednáních mírové konference v Paříži československá strana nadále argumentovala historickým právem a ekonomickou a dopravní nezbytností Těšínska pro Československo. Polská strana nadále argumentovala důvody národnostními, které už tak nezdůrazňovala při řešení hraničních problémů Polska na východě. Pokus řešit sporné otázky dvoustranným československo-polským jednáním v Krakově zcela ztroskotal. Bylo zvažováno řešení plebiscitem, které přijala i československá strana, přestože byl v rozporu s argumentem historického práva. Neustále se prodlužující provizorium a agitační plebiscitní kampaně vedly k radikalizaci situace. Dohodová plebiscitní komise byla často bezradná, nebyla schopna čelit vlně násilností a najít schůdné východisko v navzájem protikladných návrzích českých, polských, ale i německých a šlonzáckých. Poté, co polská strana zjistila, že zřejmě nebude moci počítat s německými a šlonzáckými hlasy, začala organizaci plebiscitu bojkotovat. Na polské straně se uvádí, že polská strana začala plebiscit bojkotovat z důvodu neúčinnosti protestů proti zaujatému jednání Mezinárodní plebiscitní komise a postupujícímu krachu dosavadních propolských nálad mezi místním obyvatelstvem vlivem bezohledného českého pronásledování, nezájmu polské vlády o osud těšínských Poláků a nízké hospodářské úrovni Polska. Podle československých propočtů by v plebiscitu hlasovalo přibližně 63,5 % obyvatel (275 470 z celkem 433 921) proti rozdělení Těšínska a proti jeho připojení k Polsku.
Na situaci měla vliv i polsko-bolševická válka, probíhající od února 1919. V době obsazení Kyjeva polskými vojsky sice nadhodil polský diplomat E. Pilz v Paříži možnost řešení sporu arbitráží a Edvard Beneš souhlasil, ale polská strana jako celek se toto řešení zdráhala přijmout. Jak se ale měnila situace na frontě v polský neprospěch, spor o Těšínsko ztrácel v Polsku na důležitosti. Pomoc Polsku ve válce byla navíc vázána na jeho souhlas s přijetím arbitráže ve všech dosud nevyřešených otázkách polských hranic.
Velvyslanecká konference vydala rozhodnutí o československo-polských hranicích, včetně Těšínska, 28. července 1920. Doposud celistvé Těšínsko bylo rozděleno mezi Československo a Polsko. Polsku připadl bílský politický okres a část těšínského a fryštátského okresu (celkem 1 012 km² s celkem 139 630 obyvateli, z toho 61,1 % hovořících polsky, 1,4 % hovořících česky a 31,1 % hovořících německy). Československu připadl frýdecký politický okres a většina z okresů Těšín a Fryštát (celkem 1270 km2 s celkem 295 191 obyvateli, z toho 48,6 % hovořících polsky, 39,9 % hovořících česky a 11,3 % hovořících německy). Československu tak připadlo přibližně 56 % území a 68 % obyvatelstva Těšínska s tím, že největší skupina mluvčích žijících na tomto území používala jako svůj obcovací jazyk polštinu. Československé minimální požadavky (uhelný revír a Košicko-bohumínská dráha) byly přijaty. Československá strana rozhodnutí přes svůj nesouhlas podepsala týž den a polská 31. července 1920. Polská strana současně předala slavnostní ohrazení, které kritizovalo nerespektování národnostních poměrů při stanovení hranic.

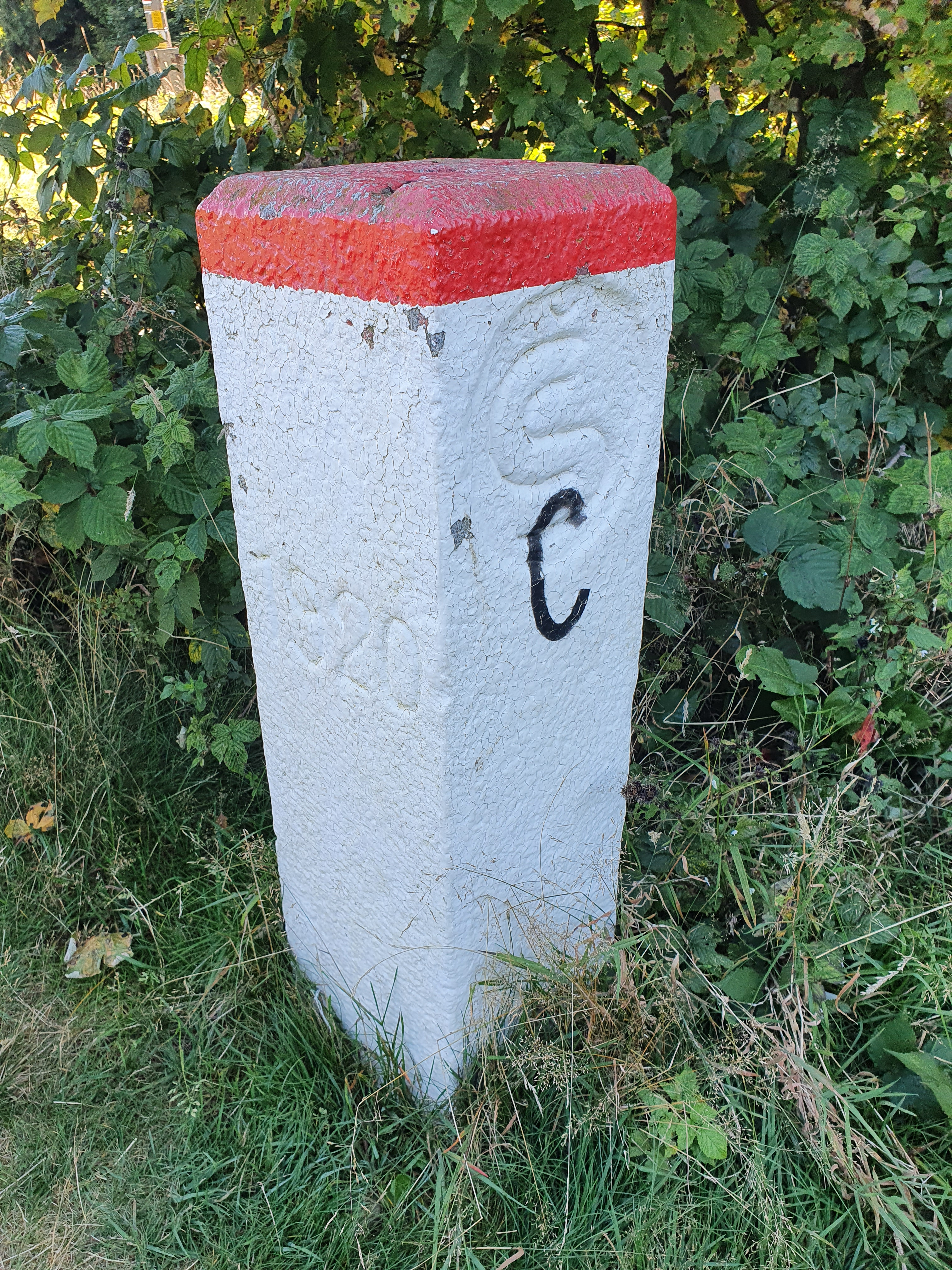
Hraniční kámen postavený roku 1920 na Těšínsku

Československá právní doktrína následně vycházela z toho, že „ona část území bývalého vévodství Těšínského, která podle rozhodnutí konference velvyslanců v Paříži z 28. července 1920 připadla Polské republice, tvořila až do 28. července 1920 součást státního území Československé republiky“.
Paradoxně největší podpora pro připojení k Polsku byla mezi obyvateli té části Těšínska, která byla přiřčena Československu, a největší odpůrci připojení k Polsku pocházeli z těch oblastí Těšínska, které byly přiřčeny Polsku.
Delimitace československo-polské hranice byla ukončena v únoru 1924 a zachycena v protokolu z 29. dubna 1924. Touto delimitací byla k Československu přičleněna na základě aktivního úsilí místních obyvatel obec Hrčava (bývalá část dnešní polské obce Javořinka). Východní část československého Těšínska se silnou polskou menšinou začala být Poláky nazývána „Zaolzie“ (Záolší – oblast za řekou Olší, viděno směrem z Polska).
Bezprostředně po rozdělení Těšínska opustilo jeho československou část z různých důvodů 12 až 14 tisíc Poláků.

## Spor v meziválečném období

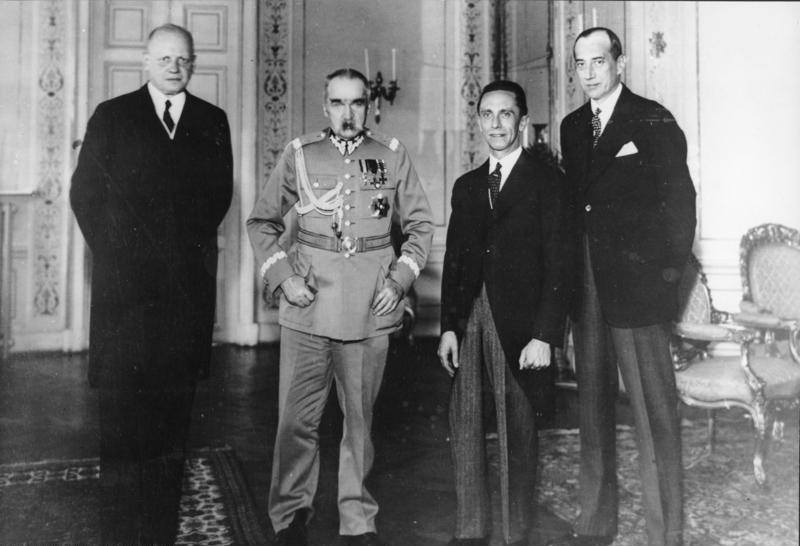
Přijetí Josepha Goebbelse u maršála Józefa Piłsudského 15. června 1934 (zleva doprava: německý velvyslanec ve Varšavě Hans-Adolf von Moltke, maršál Piłsudský, říšský ministr propagandy Josef Goebbels a polský ministr zahraničních věcí Józef Beck)

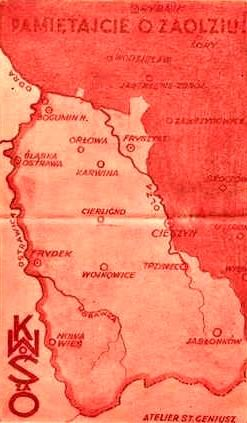
„Pamatujte na Zaolzie!“ – přední strana meziválečné polské pohlednice, vydané polským Výborem boje za Slezsko za Olší (Komitet Walki o Śląsk za Olzą), ukazující celou československou část Těšínska jako polské území

Národnostní postoje v československé části Těšínska se vyvíjely především v závislosti na mezinárodní situaci. Do ledna 1934 je možné se z polské strany setkat s projevy loajality, resp. s velmi pozitivním hodnocením národnostní politiky Československa.
Výrazným předělem ve vzájemných vztazích byl leden 1934, kdy došlo k podpisu německo-polského paktu o neútočení. V Polsku byla zorganizována kampaň k 15. výročí sedmidenní války a poté nastalo období psychóz. Jedna kampaň střídala druhou, přibývalo útoků, sabotáží, organizovaných diverzí, docházelo k vypovídání československých příslušníků z Polska a polských z Československa. Československé orgány zabavovaly polský tisk, několik set polských železničářů bylo z národnostně smíšeného území přesunuto do českého vnitrozemí.
Je nesporný fakt, že v meziválečném období docházelo k asimilaci obyvatelstva Těšínska ve prospěch české národnosti. Hodnocení čechizace ze strany polských autorů je různé a pohybuje se od tvrzení, že polská menšina měla svá práva garantována jen formálně a československé orgány využily každé příležitosti k čechizaci polského obyvatelstva (Stanisław Zahradnik), k tvrzení, že místní polská menšina si pouze namlouvala, že je pronásledována (Jerzy Kozeński).

V roce 1921 se konalo první československé sčítání lidu. Na rozdíl od rakouských sčítání lidu se v Československu národnost nezjišťovala podle obcovací řeči, ale rozuměla se jí „kmenová příslušnost, jejímž vnějším znakem jest zpravidla mateřský jazyk“.

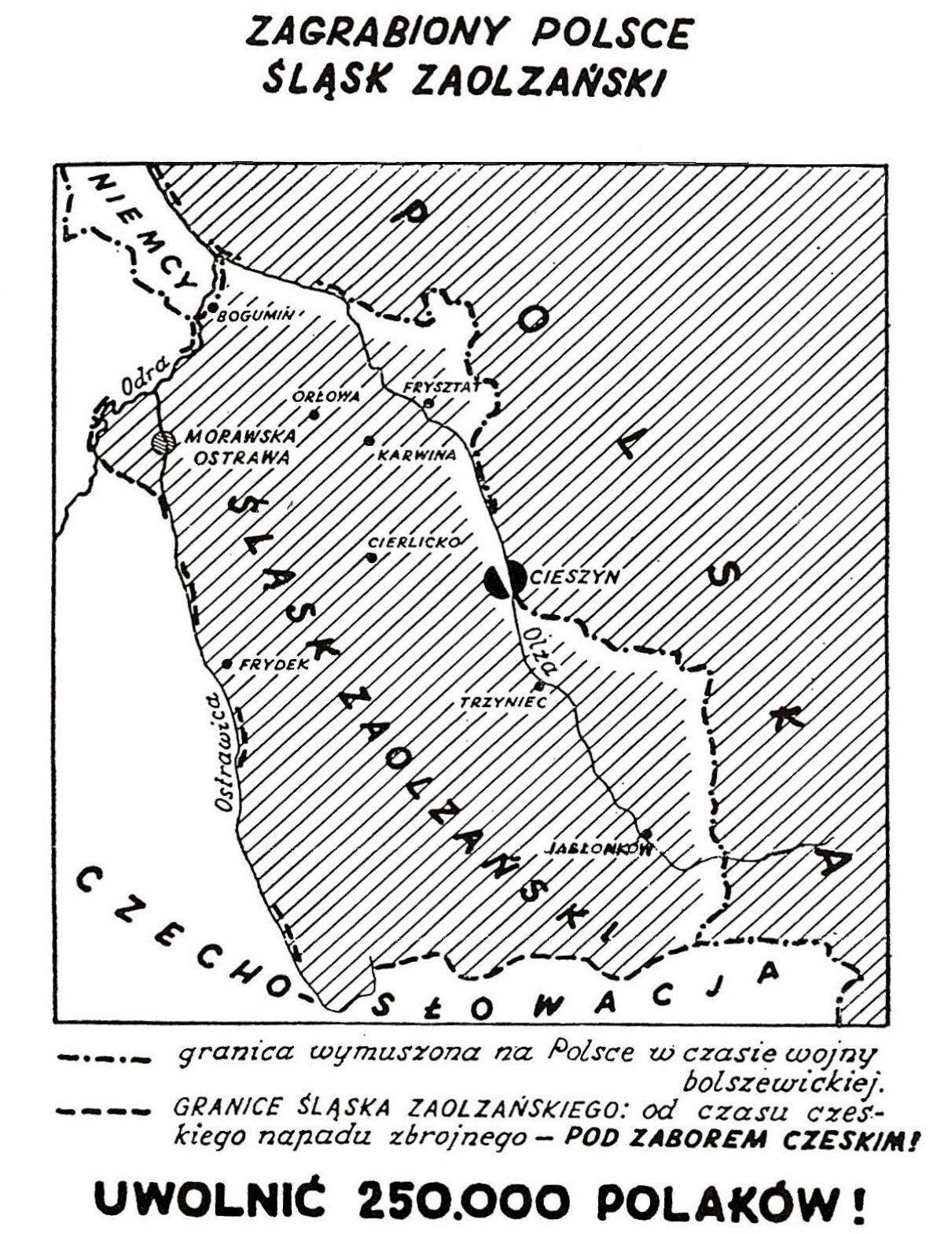
Polský meziválečný leták, ukazující „Polsku ukradené území“ (celé československé Těšínsko a malá část Moravy – Moravská Ostrava a okolí) a volající po osvobození údajně až 250 000 na tomto území žijících Poláků

 To umožnilo, aby se ke své národnosti přihlásili např. Židé, kteří jinak používali jako hlavní komunikační řeč (tj. obcovací řeč) němčinu a v rakouských sčítáních lidu byli vedeni jako Němci. Podle výsledků tohoto sčítání lidu se 50 % obyvatelstva východní části československého Těšínska (Zaolzie) hlásilo k české národnosti, 38 % k polské a 10 % k německé.
V druhém a posledním československém sčítání lidu před vypuknutím druhé světové války, které se uskutečnilo v roce 1930, klesl na uvedeném území podíl polské národnosti na 35 %, k české národnosti se hlásilo 56 % obyvatel a k německé 8 %. Definice národnosti vycházela z předchozího sčítání lidu, pouze byla úžeji spjata s podpůrnou charakteristikou mateřského jazyka.
Na rozdíl od rakouských sčítání lidu byli v československých zjišťováni a registrováni i Šlonzáci (47 314 osob v roce 1921 a 24 199 osob v roce 1930). Tito se dále dělili ve sčítání lidu v roce 1921 na Šlonzáky-Čechoslováky, Šlonzáky-Poláky a Šlonzáky-Němce a ve sčítání lidu roku 1930 na Šlonzáky-Čechoslováky, Šlonzáky-Čechy, Šlonzáky-Slováky, Šlonzáky-Poláky, Šlonzáky-Němce a Šlonzáky-Šlonzáky. Podle druhého uvedeného znaku byli pak přičleňováni k jednotlivým národnostem. Po polských protestech proběhlo další sčítání mezi Šlonzáky-Čechoslováky, z nichž se část přihlásila k Šlonzákům-Čechům a část k Šlonzákům-Polákům.
Vůči československým sčítáním lidu jsou na polské straně značné výhrady a polské odhady počtu Poláků na československém Těšínsku vždy převyšují oficiální československou statistiku. (Například při sčítání lidu v roce 1921 se k polské národnosti ve východní části českého Těšínska hlásilo 68 034 obyvatel, polské zdroje však pro tento rok odhadují skutečný počet Poláků na tomto území na 118 000 až 250 000.) Polská strana si stěžuje na údajný nátlak ze strany sčítacích komisařů a manipulaci s kategorií Šlonzáků, kterou považuje za uměle vytvořenou (podle polského názoru měli být Šlonzáci započteni mezi Poláky, stejně jako tomu bylo v rakouských sčítáních lidu). I dnešní polská literatura považuje výsledky československých sčítání lidu za neobjektivní, či přímo zfalšované.
Hlavní spor byl o to, kdo je Polákem. Česká strana vycházela z názoru, že Polák je ten, kdo se jím cítí být. Polská strana vycházela z názoru, že Polákem je každý, kdo hovoří těšínským nářečím. Český historik Ivo Baran uvádí, že český přístup sice odpovídá demokratickému a modernímu pojetí, byl však veden snahou československých úřadů dokumentovat český charakter československého Těšínska a zajistit jeho co nejrychlejší splynutí s celkem československého státu. Pokles počtu Poláků na Těšínsku podle výsledků československých sčítání lidu byl způsoben odchodem části Poláků do Polska (12 až 14 tisíc osob), přihlášením se několika desítek tisíc osob, které uvedly v posledním rakouském sčítání lidu v roce 1910 jako svoji obcovací řeč polštinu, k české národnosti a tím, že polští přistěhovalci z Haliče (v roce 1910 až 12 % obyvatelstva Těšínska) se po rozdělení Těšínska stali cizími státními občany (pokud nezískali do roku 1918 v některé obci na Těšínsku domovské právo) a po získání československého občanství se hlásili k české národnosti.

## Spor v období Mnichovské dohody

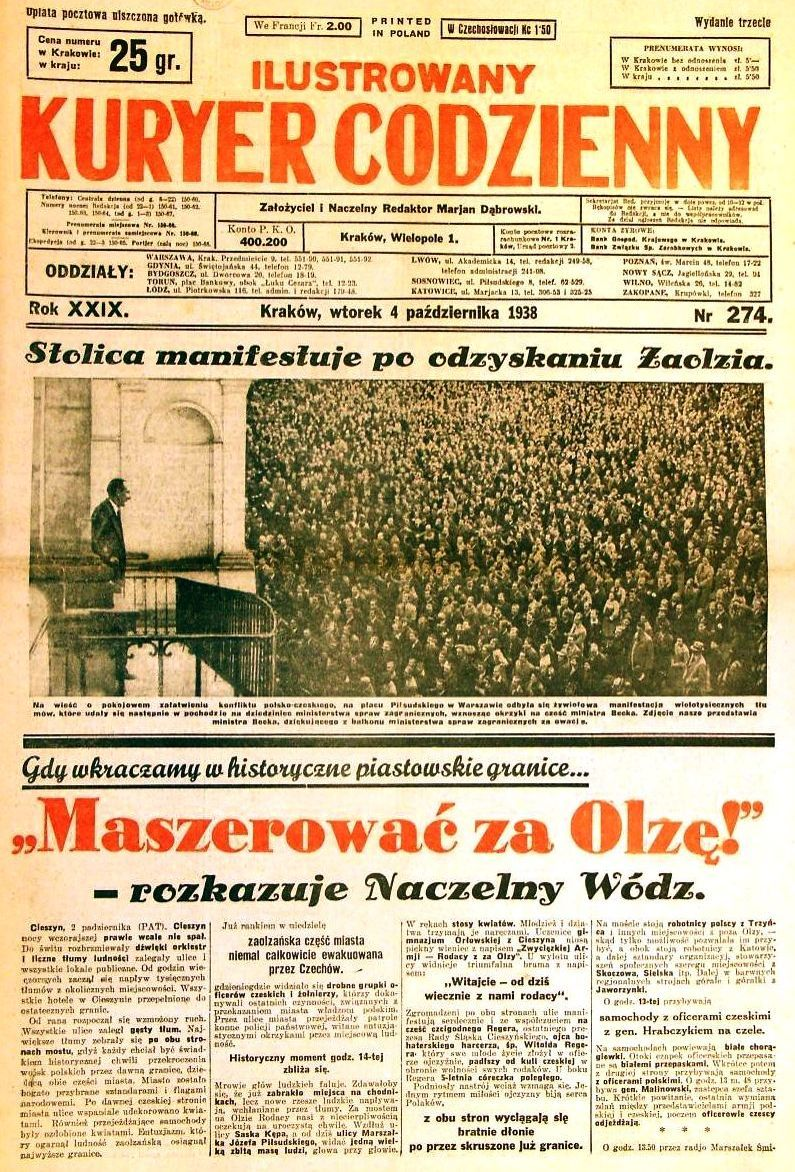
„Pochodovat za Olši!“ – rozkazuje Nejvyšší vůdce (titulní strana polského deníku Ilustrowany Kuryer Codzienny ze 4. října 1938)

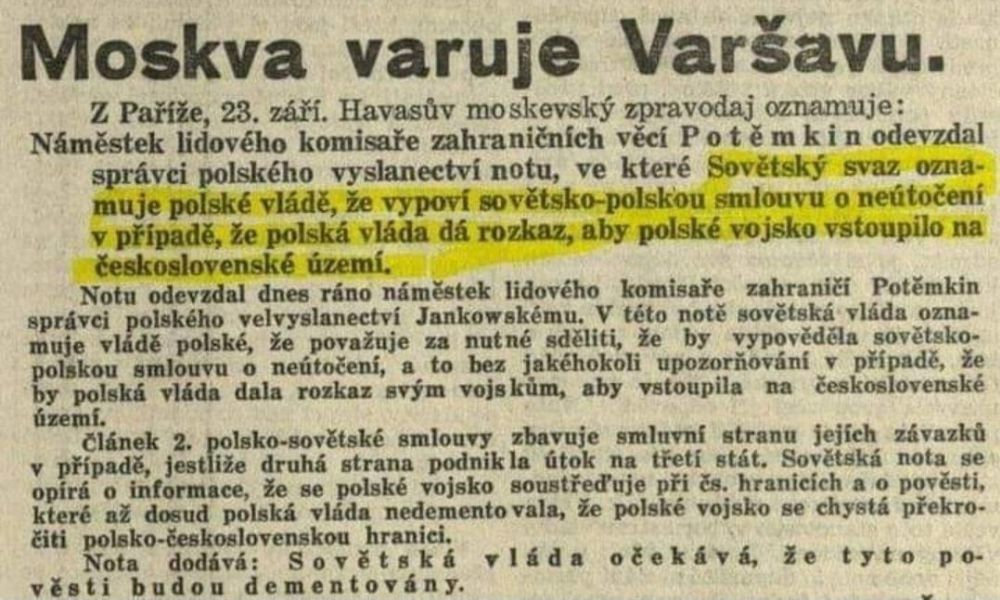
Moskva varuje Varšavu. (Z československého tisku z roku 1938.) - Moskva oznamuje polské vládě, že vypoví sovětsko-polskou smlouvu o neútočení v případě, že polská vláda dá rozkaz, aby polská armáda vstoupila na československé území.

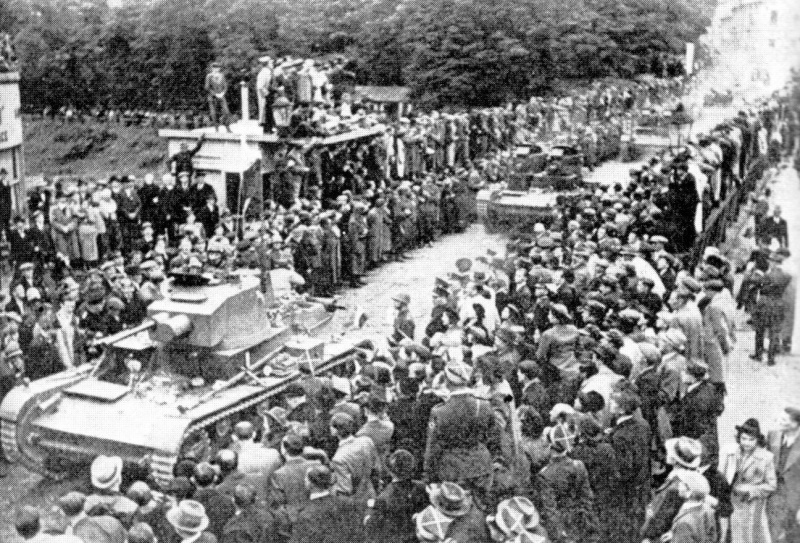
Polská armáda překračuje hraniční most přes Olši a vstupuje do Českého Těšína

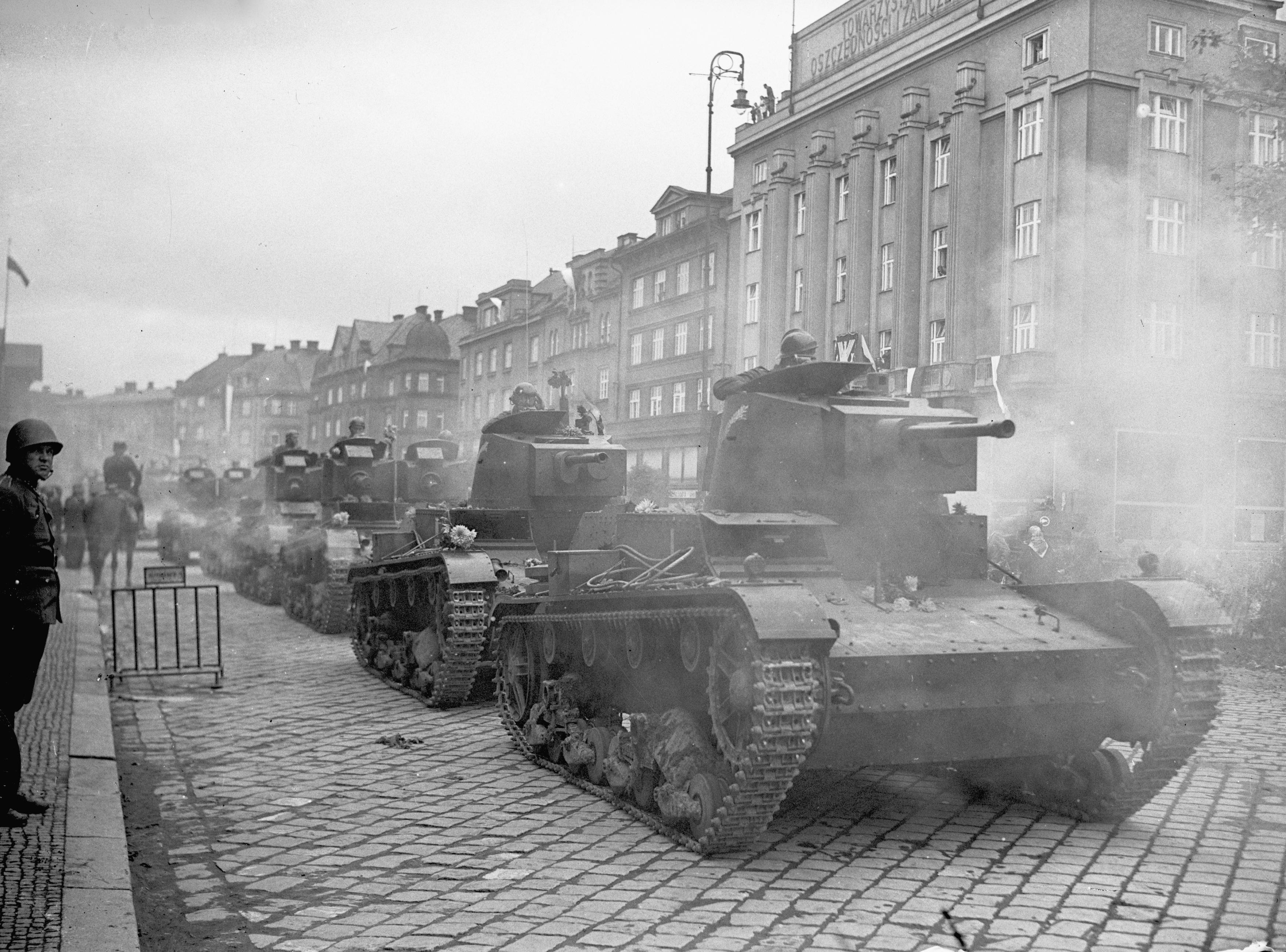
Polské tanky (7TP) v Českém Těšíně

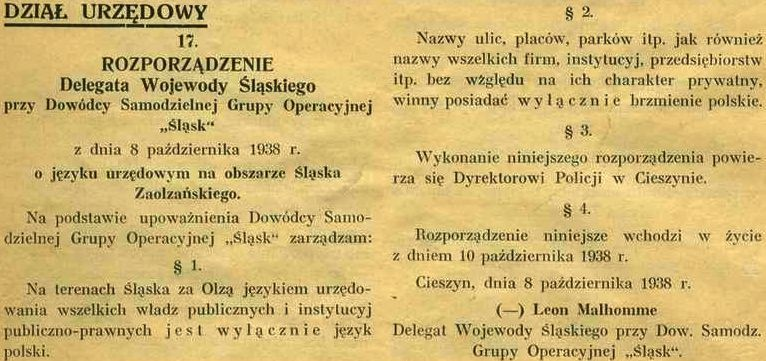
Nařízení o výlučném užívání polštiny na anektovaném území, vydané v Českém Těšíně (přejmenovaného na Cieszyn Zachodni) Leonem Malhommem, delegátem slezského vojvody při Samostatné operační skupině „Slezsko“

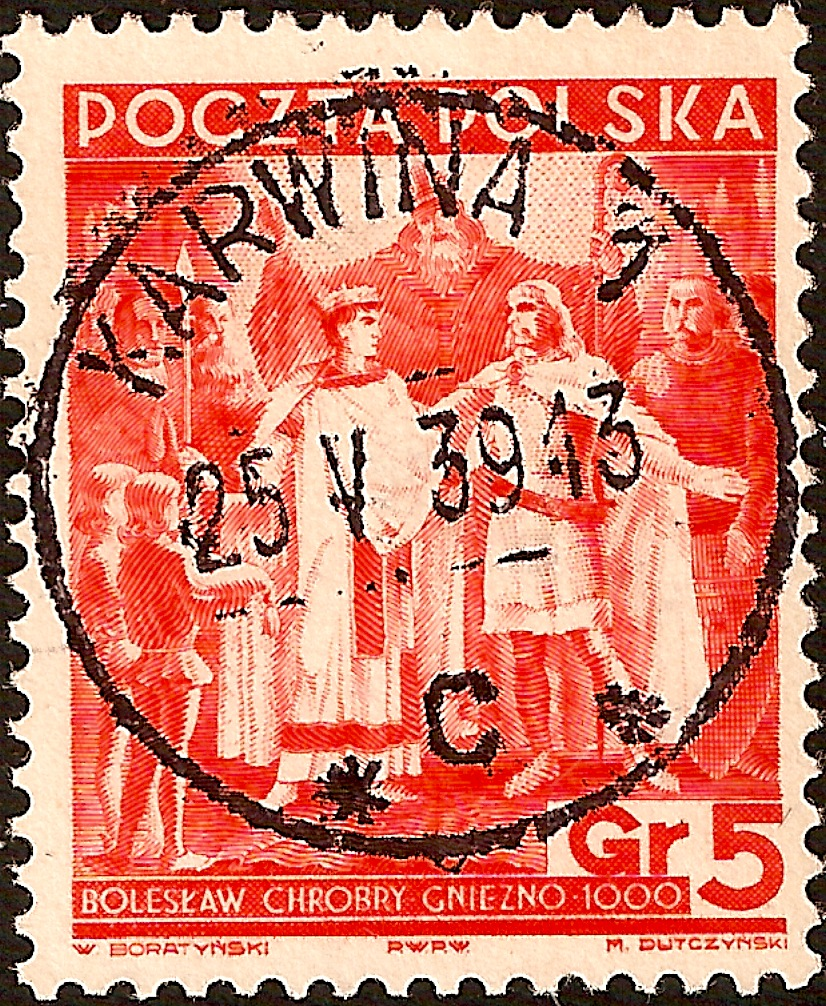
Polská poštovní známka, orazítkovaná polskou poštou v Karviné v době polské okupace

Naprostá většina toho obyvatelstva, které se na Těšínsku považovalo za Poláky, byla přesvědčena o tom, že region byl odjakživa polský a že Češi a Němci se do něj pouze přistěhovali. Rozdělení Těšínska považovali za nespravedlivé a neudržitelné. Ve druhé polovině 30. let 20. století se polské požadavky stupňovaly a vyúsťovaly až v představu o československém Těšínsku jako o území výhradní polské teritoriální expanze. Československo od roku 1920 nárok na tu část Těšínska, která byla přiřčena Polsku, nevznášelo. Počátkem roku 1938 vznikl Svaz Poláků v Československu, který po vzoru henleinovců vystoupil s požadavkem rozsáhlé autonomie, směřující k revizi hranic na Těšínsku. Zástupci polské menšiny koordinovali na pokyn z Varšavy svůj postup s německou menšinou a slovenskými autonomisty. Odmítli nový národnostní a jazykový statut z července 1938 a předali své požadavky i Runcimanově misi. V Polsku se mezitím rozvinula mohutná propagandistická kampaň za připojení československé části Těšínska k Polsku. Polsko organizovalo bojový a diverzní výcvik československých Poláků, kteří měli podpořit polská vojska v případném válečném konfliktu s Československem.
Dne 21. září 1938 polská vláda formulovala své územní nároky vůči Československu. Stejného dne byla v rámci polské armády vytvořena Samostatná operační skupina „Slezsko“ o síle 35 966 mužů, která se soustředila v bezprostřední blízkosti československo-polských hranic a připravovala se na útok proti Československu. Polské územní nároky byly součástí Hitlerova godesberského memoranda. Dne 30. září 1938 polská vláda zaslala československé vládě ultimátum o okamžitém vydání požadovaných oblastí a 2. října 1938 započalo obsazování východní části československého Těšínska polskou armádou pod velením Władysława Bortnowského, které trvalo až do 11. října 1938. Polsko anektovalo východní část československé části Těšínska o rozsahu 869 km²; jednalo se o celé území okresu Fryštát, téměř celý okres Český Těšín a několik obcí či jejich částí z okresu Frýdek. Nadpoloviční většina obyvatelstva Polskem anektovaného území (56 % podle výsledků sčítání lidu z roku 1930) se hlásila k české národnosti. Místní Češi a Němci byli hospodářsky diskriminováni, vyvlastňováni, propouštěni ze zaměstnání a nuceni k vysídlení, veškeré jejich národnostní projevy včetně školství, kultury či veřejného užívání mateřské řeči byly zakázány. Polština se stala jediným úředním jazykem. Přibližně 30 000 Čechů a 5000 Němců bylo v době polského záboru donuceno odejít do zbytku Československa.
Českoslovenští Poláci své přičlenění k Polsku většinou uvítali s nadšením. Připojení k Polsku považovali za spravedlivé odčinění rozhodnutí arbitráže v roce 1920, které vnímali jako křivdu. Později však začali být nespokojeni s některými jevy – zhoršením sociálních poměrů některých skupin obyvatel, podhodnocením koruny československé vůči polskému zlotému při výměně oběživa, omezením demokratických prvků ve veřejném a politickém životě, komisařskou správou obcí a obsazováním klíčových funkcí přistěhovalci z Polska na úkor místních Poláků.
Vzhledem ke svým zkušenostem s bojem proti československým ozbrojeným silám a znalosti češtiny se po přičlenění Těšínska k Polsku místní polští bojůvkáři zapojili jako jádro prvního sledu do polské operace Sochor, zaměřené na destabilizaci československé státní moci na Podkarpatské Rusi.
Češi založili odbojovou organizaci Slezský odboj, jejímž cílem bylo znovuzískání československého Těšínska. Aktivity Slezského odboje na anektovaném území měly odezvu v aktivitách polských bojůvek proti českému obyvatelstvu a umožňovaly jako odvetu masově propouštět toto obyvatelstvo z práce a vypovídat jej z nyní polského území.
Šlonzáci a Němci byli s připojením k Polsku nespokojeni a požadovali připojení k Německu. Přibližně sto místních proněmeckých bojůvkářů bylo organizováno v Bojové organizaci Jablunkov (Kampforganisation Jablunkau) a prošli pod německým vedením diverzním výcvikem v blízké Čadci v tehdejším Slovenském státě. Někteří z nich se pak účastnili na německé straně tzv. Jablunkovského incidentu, který je považován za první předčasný útok druhé světové války.
V polské literatuře se objevují i krajní názory (např. Stanisław Zahradnik a Marek Ryczkowski), podle kterých bylo polské ultimátum z 30. září 1938 naopak protestem proti Mnichovské dohodě a výsledkem neobvykle střízlivého a chladnokrevného hodnocení situace, která se v Evropě vytvořila. Postup polských orgánů na obsazeném území vůči Čechům v době polského záboru je těmito autory hodnocen jako prakticky totožný s postupem, který v meziválečném období uplatňovaly československé orgány vůči Polákům. Podle závěrů českého historika Rudolfa Žáčka na rozdíl od rozsáhlých menšinových práv Poláků v československé první republice (které bylo nicméně někdy omezováno některými aktivitami československých úřadů a jednotlivců) bylo české obyvatelstvo v době polského záboru postiženo bezohlednou polonizací.
Období polského záboru československého Těšínska netrvalo ani rok. Po porážce Polska Německem na počátku druhé světové války oblast obsadila německá armáda a Těšínsko bylo přičleněno k Německu. S cílem posílit česko-polské antagonismy a vzbudit vděčnost českého obyvatelstva k Třetí říši žádal říšský protektor Konstantin von Neurath u říšské kanceláře neúspěšně o připojení území bývalého československého Těšínska k Protektorátu.
Podle soupisu obyvatel pořízeného Němci v roce 1939 se dominující národností bývalého polského záboru československého Těšínska stala národnost slezská (37 %) (tzv. volkslistáři), k české národnosti se hlásilo 21 % obyvatel, k polské 24 % a k německé 18 %.

## Spor po druhé světové válce

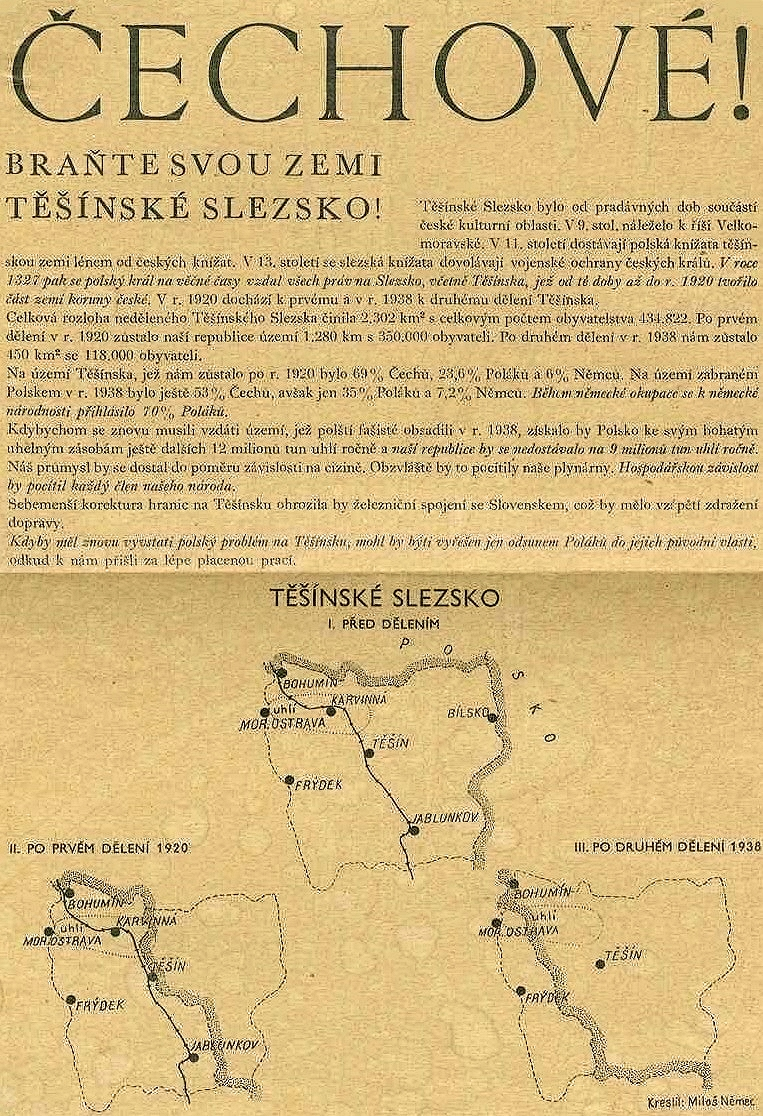
Český leták, agitující proti polským územním požadavkům na českou část Těšínska

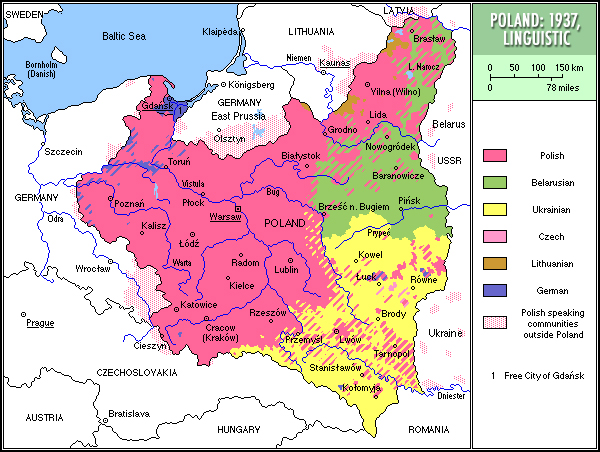
Jazyková mapa Druhé polské republiky v roce 1937

Po druhé světové válce začalo Polsko opět požadovat připojení i československého Těšínska k Polsku. Hlavním argumentem Polska byl požadavek na vytvoření polského národnostně homogenního státu, který by (poté, co bylo Polsko nuceno odstoupit Sovětskému svazu velkou část svých východních území, osídlených, kromě celkem přibližně 40% polské menšiny (podle výsledků polského sčítání lidu z roku 1931, kde se národnost určovala podle deklarovaného mateřského jazyka), převážně Bělorusy a Ukrajinci), ve svých hranicích zahrnoval všechny oblasti osídlené Poláky. Současně vznikly další československo-polské spory o bývalá německá území Kladska, Hlubčicka a Ratibořska, na kterých žila česká menšina, ale která Sovětský svaz předal do správy Polsku. Znovu učinit z Těšínska spornou záležitost se polská strana pokusila např. i v reakci na spontánní pokus československých vojáků o obsazení Ratiboře v polovině června 1945.
Po mnoha bezvýsledných jednáních byla nakonec na zásah Sovětského svazu v roce 1947 podepsána mezi Československem a Polskem smlouva o přátelství a vzájemné pomoci. V souvislosti s jednáním o uzavření této smlouvy Československo zastavilo připravovaný odsun přibližně 6000 tzv. polských okupantů (Poláků, kteří se v československé části Těšínska usadili v době polského záboru v roce 1938). Podpis smlouvy zklidnil situaci, i když vzájemné napětí přetrvávalo. Ke zdrojům neklidu patřila rozsáhlá propagandistická kampaň, vedená z Polska a podněcující naděje místních Poláků na připojení celého Těšínska k Polsku.

## Ukončení sporu

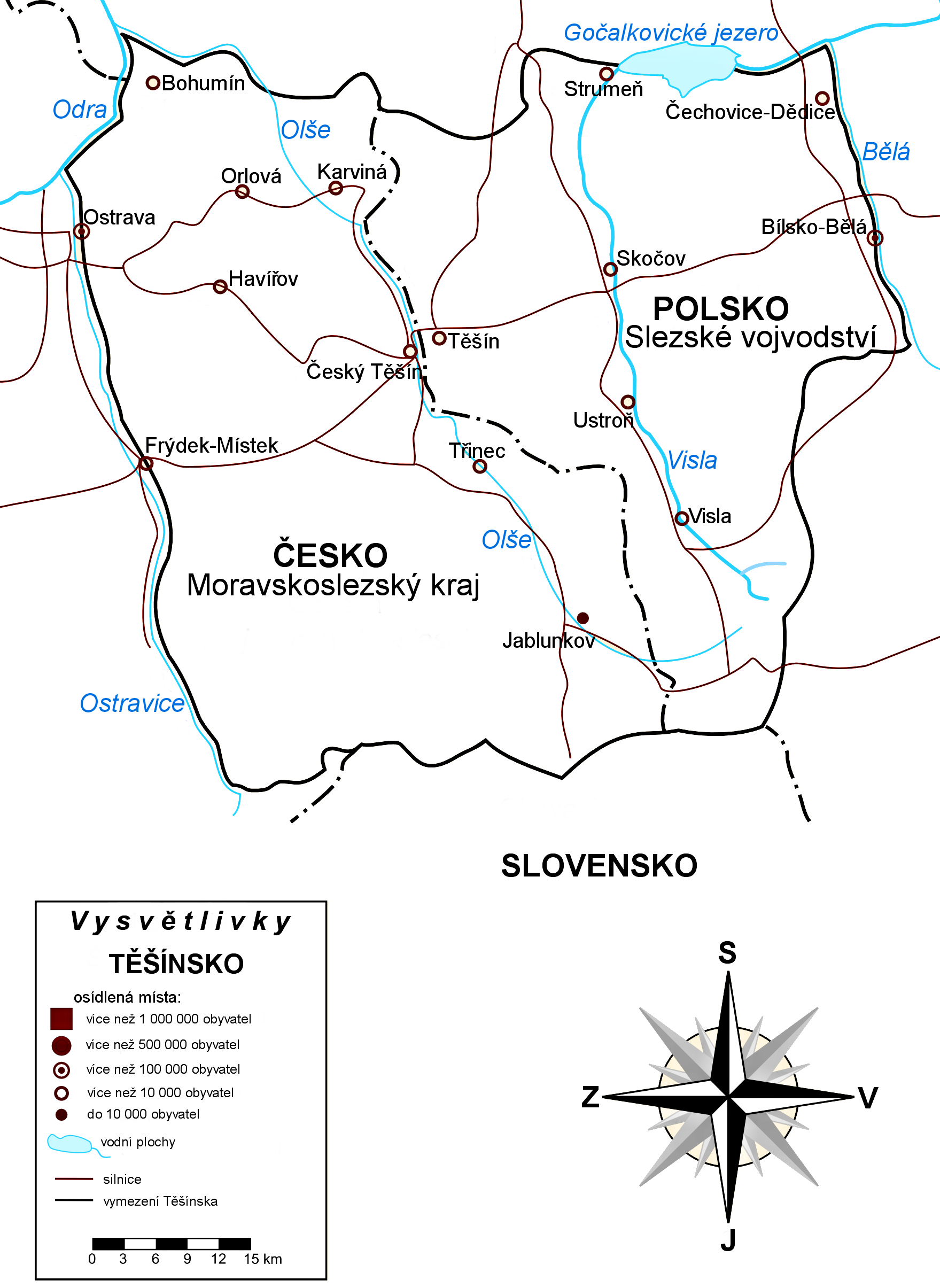
Mapa dnešního Těšínska, rozděleného mezi Česko a Polsko

Československo-polský spor o Těšínsko s konečnou platností ukončila Smlouva mezi Československou republikou a Polskou lidovou republikou o konečném vytyčení státních hranic, podepsaná ve Varšavě 13. června 1958. Tato smlouva byla 17. října 1958 ratifikována Národním shromážděním Republiky československé, a to ústavním zákonem č. 62/1958 Sb. o konečném vytyčení státních hranic s Polskou lidovou republikou. Platnosti smlouva nabyla 14. února 1959.

## Dozvuky

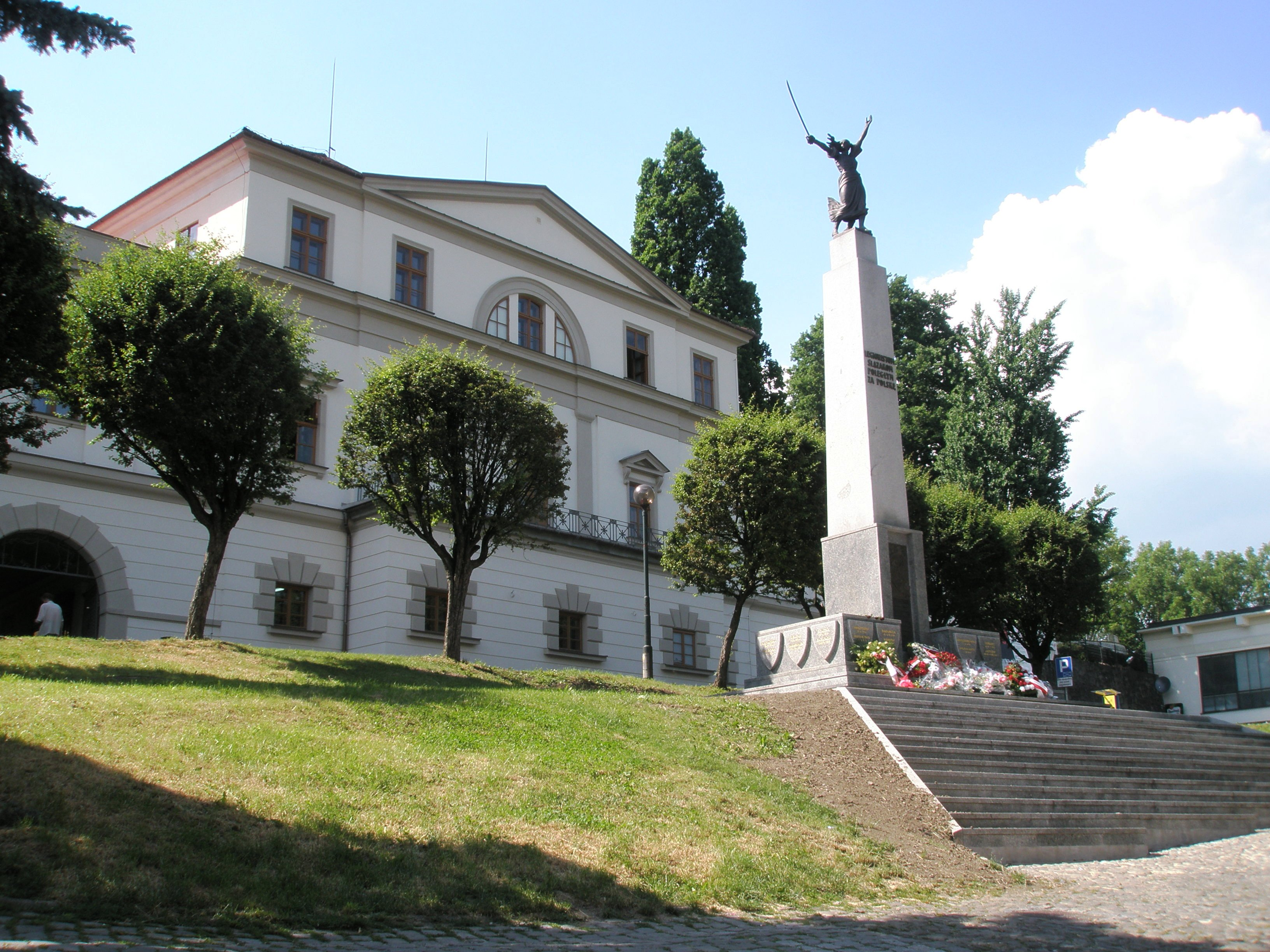
Znovupostavený Pomník na počest slezských legionářů padlých za Polsko v polském Těšíně

Přestože byl spor o Těšínsko na mezistátní úrovni vyřešen, jeho dozvuky toto vyřešení přesáhly. V roce 1968 proběhla invaze vojsk Varšavské smlouvy do Československa, které se zúčastnila i polská armáda. Z důvodu historických reminiscencí polská vojska na území československého Těšínska nepůsobila. Na československém Těšínsku i tak vzniklo napětí a docházelo k projevům národnostní nesnášenlivosti z obou stran.
I v dnešní době se objevují sporadické polské nacionalistické hlasy, žádající připojení celého Těšínska k Polsku.

Rozruch vzbudilo i znovupostavení pomníku polským legionářům (na jehož vršku stojí heroina v těšínském kroji a jejíž ruka se šavlí směřuje k české hranici) několik desítek metrů od bývalého hraničního přechodu z polského Těšína do Českého Těšína na mostě Družby.

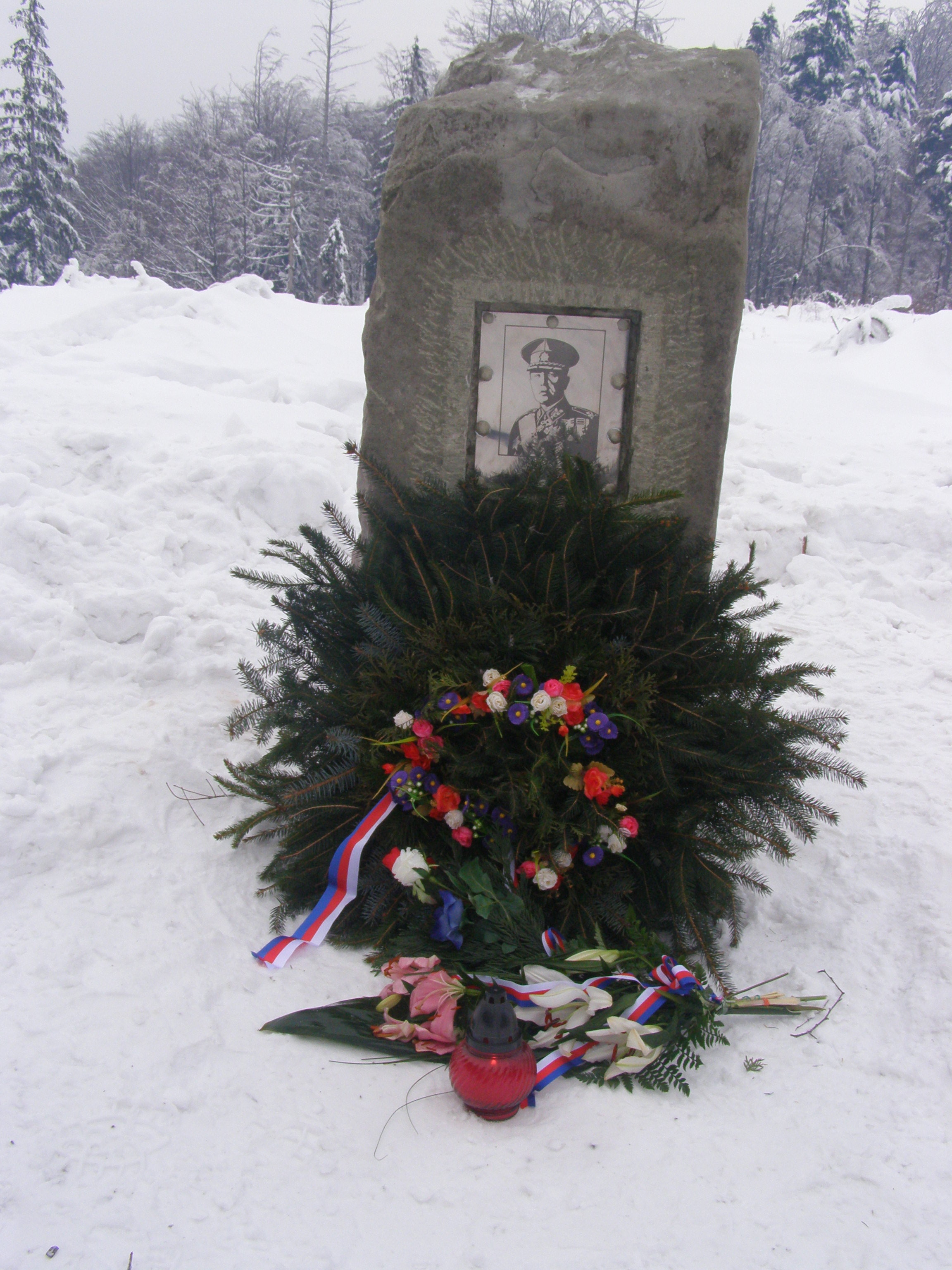
Pomník armádního generála Šnejdárka na hoře Polední u Bystřice nad Olší, obnovený po jeho poničení neznámým vandalem

Dne 1. září 2009 označil polský prezident Lech Kaczyński na shromáždění na Westerplatte polské obsazení východní části československého Těšínska za hřích a chybu, ke které se Polsko dokáže přiznat. Na toto vyjádření reagovala protestem adresovaným českému prezidentovi Václavu Klausovi (zaslaným též Lechu Kaczyńskému a předsedovi Evropského parlamentu Jerzymu Buzkovi) polská část českého politického hnutí Coexistentia – Soužití. Podle tohoto protestu nešlo v roce 1938 o okupaci, ale osvobození a s návrhem odstoupení území Polsku Československem přišla jako první a z vlastní iniciativy československá strana. Na prohlášení polského prezidenta reagoval i Josef Szymeczek, předseda Kongresu Poláků v České republice. Podle jeho názoru je nyní povinen se omluvit Václav Klaus a odpovědět Lechu Kaczyńskému, že český útok na Těšínsko v roce 1919, v době, kdy podle názoru Josefa Szymeczka Polsko bránilo Evropu před bolševiky, byl neméně zlý a hříšný než polský zábor v roce 1938.

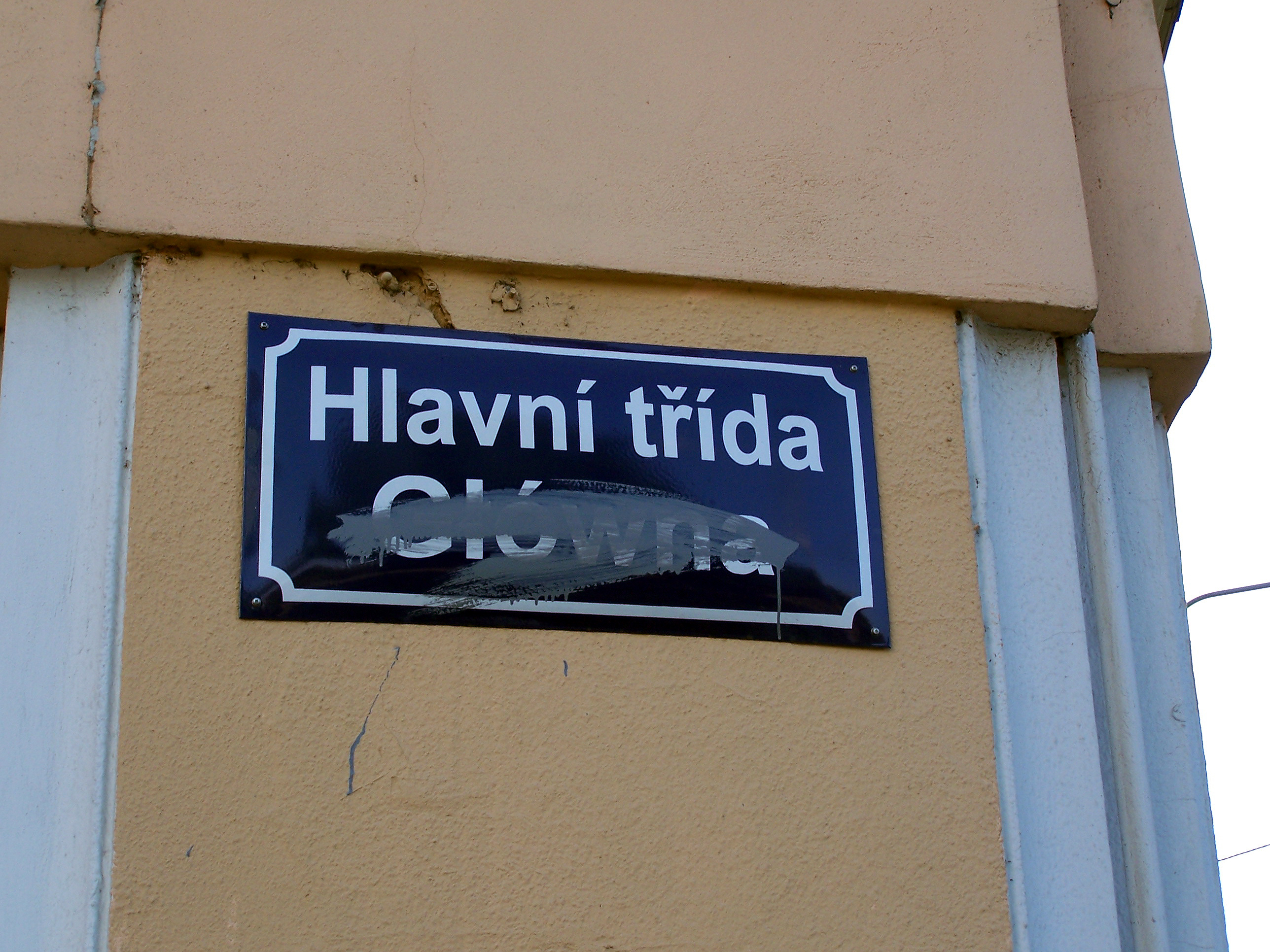
Zamalovaný polský nápis v Českém Těšíně

Na počátku roku 2010 přijel na české Těšínsko český prezident Václav Klaus monitorovat projevy českého nacionalismu – ničení polských označení místních názvů.
V předvečer 28. října 2012 byl na vrcholu hory Polední nad Bystřicí vztyčen členy Československé obce legionářské pomník generálu Josefu Šnejdárkovi. Proti vztyčení tohoto pomníku ostře protestoval Josef Szymeczek, předseda Kongresu Poláků v České republice, který označil Šnejdárka za „symbol pokoření polského národa“. Třinecký archivář Stanisław Zahradnik při této příležitosti uvedl, že „Josef Šnejdárek „osvobozoval“ polské těšínské Slezsko za pomoci bajonetů českých legionářů, pronásledování místního obyvatelstva a dokonce vraždění“. Do sporu se zapojil i polský konzulát v Ostravě. V prosinci téhož roku neznámý vandal pomník poničil. Josef Szymeczek přes svůj nesouhlas se vztyčením pomníku prohlásil jeho poničení za barbarství a přirovnal jej k ničení polských nápisů vandaly v české části Těšínska. 27. ledna 2013 byl pomník slavnostně obnoven členy Klubu vojenské historie I. prapor Ostrava. Na pomník byla osazena nová pamětní deska a byl očištěn od grafiti.